# Cueva de Palomas III
La cueva de Palomas III es un abrigo con representaciones rupestres localizado en el término municipal de Tarifa, provincia de Cádiz (España). Pertenece al conjunto de yacimientos rupestres denominado Arte sureño, muy relacionado con el arte rupestre del arco mediterráneo de la península ibérica.
Este abrigo fue localizado por Henri Breuil en 1929 y publicado por primera vez en su obra Rock paintings of Southern Andalusia. A Description of a neolithic and copper age Art Group y estudiada en profundidad por varios autores posteriormente, entre ellos el historiador alemán Uwe Topper. Se encuentra localizada en la Sierra del Pedregoso a unos 250 metros sobre el nivel del mar junto a otras tres cuevas Cueva de Palomas I, Cueva de Palomas II y Cueva de Palomas IV que se encuentran en la misma cresta rocosa y con las que guarda estrecha relación.
La cueva de Palomas III posee su entrada abierta al sur. La covacha tiene unos 7 metros de ancho, 2 de alto y 3 metros de profundo. Aparecen varios zoomorfos y antropomorfos realizados con pigmento rojo oscuro y probablemente de la Edad de Bronce. Es posible que existirán otras representaciones anteriores pero han desaparecido.